# Liste der Naturdenkmale im Landkreis Vechta
Die Liste der Naturdenkmale im Landkreis Vechta nennt die Naturdenkmale im Landkreis Vechta in Niedersachsen.

## Naturdenkmale
| Bild                          | Bezeichnung                                                 | Ort, Lage                                                                                            | Beschreibung | Schutzzweck | Nummer       |
| ----------------------------- | ----------------------------------------------------------- | --- | --- | ----------- | ------------ |
| BW                            | Teil des sogenannten Osterberges                            | Damme Schützenstraße 1, 49401 Damme (52° 31′ 24,6″ N, 8° 11′ 6,6″ O)                                 | | [ 1 ]       | ND VEC 00003 |
| BW                            | 2 Linden und 1 Kastanie                                     | Damme Steinfelder Straße 38, 49401 Damme (52° 31′ 44,7″ N, 8° 12′ 13,9″ O)                           | | [ 1 ]       | ND VEC 00004 |
| BW                            | Eiche                                                       | Damme Vördener Straße 50, 49401 Damme (52° 30′ 40,7″ N, 8° 10′ 32,4″ O)                              | | [ 1 ]       | ND VEC 00005 |
| BW                            | Eiche von hohem Alter                                       | Vechta Botenkamp 45, 49377 Vechta (52° 44′ 7,8″ N, 8° 18′ 5,4″ O)                                    | | [ 1 ]       | ND VEC 00006 |
| BW                            | Alte Eiche                                                  | Visbek Erlte 7, 49429 Visbek (52° 49′ 35″ N, 8° 17′ 9,8″ O)                                          | | [ 3 ]       | ND VEC 00009 |
| Fotos hochladen               | Eiche                                                       | Visbek Rechterfelder Straße, 49429 Visbek (52° 50′ 13,2″ N, 8° 18′ 53,6″ O)                          | | [ 3 ]       | ND VEC 00010 |
| Fotos hochladen               | Alte Eiche                                                  | Visbek Stüvenmühle, 49429 Visbek (52° 51′ 7,3″ N, 8° 15′ 37,5″ O)                                    | | [ 3 ]       | ND VEC 00011 |
| Fotos hochladen               | Dicke Eiche                                                 | Vechta Füchteler Esch, 49377 Vechta (52° 43′ 44,8″ N, 8° 18′ 30,6″ O)                                | Diese alte Eiche ist leider umgestürzt.                                                                                     | [ 3 ]       | ND VEC 00012 |
| BW                            | Dicke Eiche                                                 | Vechta Welpe 6C, 49377 Vechta (52° 42′ 50″ N, 8° 18′ 8,3″ O)                                         | | [ 3 ]       | ND VEC 00015 |
| BW                            | 3 alte Eichen                                               | Vechta (52° 43′ 35,4″ N, 8° 18′ 46,8″ O)                                                             | | [ 3 ]       | ND VEC 00016 |
| BW                            | 2 Blutbuchen                                                | Vechta Füchtel, am Reitplatz (52° 43′ 43,6″ N, 8° 18′ 37″ O)                                         | | [ 3 ]       | ND VEC 00021 |
| BW                            | Alte Eiche                                                  | Calveslage Oldenburger Straße 261A, 49377 Vechta (52° 46′ 8,1″ N, 8° 15′ 50,3″ O)                    | | [ 3 ]       | ND VEC 00024 |
| BW                            | Platane                                                     | Bakum Sternbusch 2, 49456 Bakum. Daren (52° 43′ 18,8″ N, 8° 13′ 45,6″ O)                             | | [ 3 ]       | ND VEC 00031 |
| BW                            | 3 Linden, 1 Taxus                                           | Bakum Sternbusch 2, 49456 Bakum. Daren (52° 43′ 16″ N, 8° 13′ 53,8″ O)                               | | [ 3 ]       | ND VEC 00034 |
| BW                            | Eiche                                                       | Bakum Sternbusch 2, 49456 Bakum. Daren (52° 43′ 13,4″ N, 8° 13′ 51,2″ O)                             | | [ 3 ]       | ND VEC 00035 |
| BW                            | Eiche                                                       | Dinklage Lager Straße 16, 49413 Dinklage (52° 42′ 1,6″ N, 8° 3′ 43,9″ O)                             | Einzelbaum auf Feld | [ 3 ]       | ND VEC 00038 |
| Fotos hochladen               | Trennmoor                                                   | Visbek (52° 49′ 4,4″ N, 8° 18′ 31,5″ O)                                                              | | [ 4 ]       | ND VEC 00040 |
| Fotos hochladen               | Sedans-Buche                                                | Rechterfeld Am Sportplatz 6, 49429 Visbek (52° 50′ 14,9″ N, 8° 22′ 49,9″ O)                          | Die letzte von fünf Sedan-Buchen in der Gemarkung Rechterfeld. Zur Erinnerung an den deutsch-französischen Krieg (1870/71). | [ 4 ]       | ND VEC 00041 |
| BW                            | Sedans-Buche                                                | Rechterfeld Heide 46, 49429 Visbek (52° 50′ 17,6″ N, 8° 23′ 45,7″ O)                                 | | [ 4 ]       | ND VEC 00042 |
| BW                            | Alte Eiche                                                  | Visbek Hogenbögen 35, 49429 Visbek (52° 50′ 11,2″ N, 8° 20′ 36,1″ O)                                 | | [ 4 ]       | ND VEC 00044 |
| BW                            | Mammutbaum                                                  | Lutten Große Straße 7, 49424 Goldenstedt (52° 45′ 44,4″ N, 8° 20′ 36,5″ O)                           | | [ 4 ]       | ND VEC 00045 |
| BW                            | Mammutbaum                                                  | Lutten Friedenstraße 12, 49424 Goldenstedt. Hasbruch (52° 46′ 27,6″ N, 8° 19′ 34,1″ O)               | | [ 4 ]       | ND VEC 00046 |
| BW                            | 3 Eichen                                                    | Goldenstedt westlich Huntestraße 1, 49424 Goldenstedt (52° 47′ 5,3″ N, 8° 25′ 58,2″ O)               | | [ 4 ]       | ND VEC 00047 |
| BW                            | 2 Buchen                                                    | Goldenstedt östlich Huntestraße 1, 49424 Goldenstedt (52° 47′ 5,4″ N, 8° 26′ 8,8″ O)                 | | [ 4 ]       | ND VEC 00049 |
| BW                            | Kanzlereiche                                                | Goldenstedt Herrenholz, 49424 Goldenstedt (52° 47′ 58,1″ N, 8° 22′ 24″ O)                            | | [ 4 ]       | ND VEC 00051 |
| BW                            | Königseiche                                                 | Goldenstedt Herrenholz, 49424 Goldenstedt (52° 48′ 1,8″ N, 8° 22′ 14,5″ O)                           | | [ 4 ]       | ND VEC 00052 |
| BW                            | Petereiche                                                  | Goldenstedt Herrenholz, 49424 Goldenstedt (52° 47′ 57,5″ N, 8° 22′ 21″ O)                            | | [ 4 ]       | ND VEC 00053 |
| BW                            | Kaisereiche                                                 | Goldenstedt Herrenholz, 49424 Goldenstedt (52° 47′ 49,2″ N, 8° 22′ 8,4″ O)                           | | [ 4 ]       | ND VEC 00054 |
| BW                            | Hindenburgeiche                                             | Goldenstedt Herrenholz, 49424 Goldenstedt (52° 47′ 45,6″ N, 8° 22′ 30″ O)                            | | [ 4 ]       | ND VEC 00055 |
| BW                            | Eiche                                                       | Lohne (Oldenburg) Südring/Am Bredenberg (52° 39′ 2,4″ N, 8° 14′ 29,4″ O)                             | | [ 4 ]       | ND VEC 00056 |
| BW                            | Eiche                                                       | Dinklage Eschweg/Clemens-August-Straße, 49413 Dinklage (52° 39′ 24″ N, 8° 7′ 16,8″ O)                | | [ 4 ]       | ND VEC 00058 |
| BW                            | Baumreihe                                                   | Dinklage Burgallee 2, 49413 Dinklage (52° 39′ 17,9″ N, 8° 8′ 10,1″ O)                                | | [ 4 ]       | ND VEC 00060 |
| BW                            | Eichengruppe                                                | Dinklage Burgallee 2, 49413 Dinklage (52° 39′ 15,5″ N, 8° 9′ 22,7″ O)                                | | [ 4 ]       | ND VEC 00061 |
| BW                            | Eiche                                                       | Dinklage Burgallee 2, 49413 Dinklage (52° 39′ 16,9″ N, 8° 9′ 4,3″ O)                                 | | [ 4 ]       | ND VEC 00062 |
| Fotos hochladen               | Eiche                                                       | Dinklage Burgallee 2, 49413 Dinklage (52° 39′ 25,2″ N, 8° 9′ 4,7″ O)                                 | | [ 4 ]       | ND VEC 00063 |
| BW                            | Eiche                                                       | Dinklage Burgallee 2, 49413 Dinklage (52° 39′ 24,1″ N, 8° 9′ 2,5″ O)                                 | | [ 4 ]       | ND VEC 00064 |
| BW                            | Eiche                                                       | Dinklage Burgallee 2, 49413 Dinklage (52° 39′ 22,7″ N, 8° 9′ 15,8″ O)                                | | [ 4 ]       | ND VEC 00065 |
| Fotos hochladen               | 2 Eichen                                                    | Lohne (Oldenburg) Burgweg 23, 49393 Lohne (Oldenburg) (52° 39′ 20,1″ N, 8° 13′ 40,9″ O)              | | [ 4 ]       | ND VEC 00067 |
| Fotos hochladen               | Linde                                                       | Lohne (Oldenburg) Burgweg 22, 49393 Lohne (Oldenburg) (52° 39′ 22,5″ N, 8° 13′ 42,2″ O)              | | [ 4 ]       | ND VEC 00068 |
| BW                            | Eiche                                                       | Steinfeld (Oldenburg) Bökenbergstraße, 49439 Steinfeld (Oldenburg) (52° 34′ 4,5″ N, 8° 14′ 37,9″ O)  | | [ 4 ]       | ND VEC 00073 |
| BW                            | Hülsengruppe                                                | Damme, Steinfeld (Oldenburg) (52° 34′ 0,8″ N, 8° 14′ 54,6″ O)                                        | | [ 4 ]       | ND VEC 00074 |
| BW                            | Buchengruppe                                                | Damme Holte 8, 49401 Damme (52° 32′ 15,7″ N, 8° 12′ 36,8″ O)                                         | | [ 4 ]       | ND VEC 00079 |
| BW                            | Baumreihe von 11 Linden und 1 Ulme                          | Damme (52° 32′ 11,7″ N, 8° 12′ 59,1″ O)                                                              | | [ 4 ]       | ND VEC 00080 |
| Fotos hochladen               | 3 Linden                                                    | Oythe (52° 44′ 25,1″ N, 8° 18′ 43,6″ O)                                                              | | [ 4 ]       | ND VEC 00082 |
| BW                            | 2 Blutbuchen                                                | Vechta Franz-Vorwerk-Straße 2, 49377 Vechta (52° 43′ 32,9″ N, 8° 16′ 47,9″ O)                        | | [ 4 ]       | ND VEC 00083 |
| Fotos hochladen               | Schlatt                                                     | Goldenstedt Im Herrenholz (52° 48′ 7,2″ N, 8° 21′ 40″ O)                                             | | [ 5 ]       | ND VEC 00088 |
| Fotos hochladen               | Eiche                                                       | Endel Endel 17, 49429 Visbek (52° 51′ 44,3″ N, 8° 16′ 14,5″ O)                                       | | [ 5 ]       | ND VEC 00090 |
| Fotos hochladen               | Eiche                                                       | Endel Endel 25, 49429 Visbek (52° 51′ 47,1″ N, 8° 16′ 13″ O)                                         | | [ 5 ]       | ND VEC 00091 |
| BW                            | Eiche                                                       | Rechterfeld Visbeker Straße, 49429 Visbek (52° 50′ 33,7″ N, 8° 23′ 2,4″ O)                           | | [ 5 ]       | ND VEC 00092 |
| BW                            | Eiche                                                       | Lohne (Oldenburg) Stienen Berg 13A, 49393 Lohne (Oldenburg). Hamberg (52° 38′ 29″ N, 8° 15′ 13,2″ O) | | [ 5 ]       | ND VEC 00094 |
| BW                            | 2 Eichen                                                    | Dinklage Burgesch/von-Galen-Str., 49413 Dinklage (52° 39′ 34,9″ N, 8° 7′ 48,8″ O)                    | | [ 5 ]       | ND VEC 00095 |
| BW                            | 2 Eichenreihen                                              | Dinklage Burgesch, 49413 Dinklage (52° 39′ 25,5″ N, 8° 8′ 1,6″ O)                                    | | [ 5 ]       | ND VEC 00096 |
| BW                            | 2 Eichen                                                    | Dinklage (52° 39′ 18,4″ N, 8° 7′ 58,4″ O)                                                            | | [ 5 ]       | ND VEC 00097 |
| BW                            | Sumpfzypresse                                               | Dinklage Burgallee 3, 49413 Dinklage (52° 39′ 15,5″ N, 8° 8′ 13,2″ O)                                | | [ 5 ]       | ND VEC 00098 |
| BW                            | Sumpfzypresse                                               | Dinklage Burgallee 2, 49413 Dinklage (52° 39′ 16,9″ N, 8° 8′ 17,2″ O)                                | | [ 5 ]       | ND VEC 00099 |
| Fotos hochladen               | Weideparzelle mit Blockstreuung von Findlingen              | Visbek 49429 Visbek (52° 52′ 17,4″ N, 8° 20′ 17,9″ O)                                                | | [ 5 ]       | ND VEC 00101 |
| BW                            | Findling                                                    | Visbek 49429 Visbek (52° 52′ 24″ N, 8° 20′ 12,5″ O)                                                  | | [ 5 ]       | ND VEC 00102 |
| BW                            | Findling                                                    | Visbek Norddöllen 93, 49429 Visbek (52° 47′ 16,2″ N, 8° 20′ 24,6″ O)                                 | | [ 5 ]       | ND VEC 00104 |
| BW                            | 5 Findlinge                                                 | Visbek (52° 52′ 48,4″ N, 8° 19′ 48,7″ O)                                                             | auf mehrere 100 Meter verteilt                                                                                              | [ 6 ]       | ND VEC 00105 |
| BW                            | Schafstall mit Findlingsfundament                           | Varnhorn 49429 Visbek, zwischen Varnhorn und Thölstedt (52° 51′ 56,9″ N, 8° 20′ 17,5″ O)             | | [ 6 ]       | ND VEC 00108 |
| BW                            | Mehrere Findlinge                                           | Visbek (52° 52′ 34,3″ N, 8° 20′ 1,3″ O)                                                              | | [ 6 ]       | ND VEC 00109 |
| BW                            | Findling                                                    | Holzhausen an der Grenze zu Goldenstedt (52° 45′ 34,2″ N, 8° 19′ 14,5″ O)                            | | [ 6 ]       | ND VEC 00111 |
| BW                            | Findling                                                    | Vechta Ihorst 26, 49451 Holdorf (52° 42′ 57,6″ N, 8° 19′ 2,3″ O)                                     | | [ 6 ]       | ND VEC 00112 |
| BW                            | Eiche                                                       | Holdorf Ihorst 26, 49451 Holdorf (52° 37′ 4,2″ N, 8° 8′ 33,5″ O)                                     | | [ 6 ]       | ND VEC 00113 |
| mehr Fotos \| Fotos hochladen | Steingrab "Mühlenhöhe"                                      | Visbek Engelmannsbäke 31, 49429 Visbek (52° 52′ 24,5″ N, 8° 19′ 35,8″ O)                             | | [ 6 ]       | ND VEC 00115 |
| mehr Fotos \| Fotos hochladen | Grabkammer ohne Umfassung "Schmeersteine"                   | Visbek Engelmannsbäke 31, 49429 Visbek (52° 52′ 43,9″ N, 8° 19′ 46,6″ O)                             | | [ 6 ]       | ND VEC 00116 |
| mehr Fotos \| Fotos hochladen | Grabkammer ohne Umfassung "Heidenopfertisch"                | Endel Engelmannsbäke 31, 49429 Visbek (52° 52′ 34,3″ N, 8° 15′ 55,9″ O)                              | | [ 6 ]       | ND VEC 00117 |
| Fotos hochladen               | Steingrab "am Stappenberg"                                  | Damme Vördener Straße 72, 49401 Damme (52° 33′ 36″ N, 8° 13′ 33,6″ O)                                | | [ 6 ]       | ND VEC 00118 |
| mehr Fotos \| Fotos hochladen | Grabkammer mit Umfassung "In den Ottenkämpen"               | Damme Vördener Straße 72, 49401 Damme (52° 30′ 31,7″ N, 8° 9′ 58,3″ O)                               | | [ 6 ]       | ND VEC 00119 |
| mehr Fotos \| Fotos hochladen | Steingrab, Grabkammer ohne Umfassung                        | Damme Vördener Straße 33, 49401 Damme (52° 30′ 24,8″ N, 8° 9′ 32,9″ O)                               | | [ 6 ]       | ND VEC 00120 |
| BW                            | Wallhecke als Standort des Königsfarns und der Trunkelbeere | Lohne (Oldenburg) Marschweg, 49393 Lohne (Oldenburg) (52° 41′ 51,5″ N, 8° 11′ 16,8″ O)               | | [ 6 ]       | ND VEC 00139 |
| Fotos hochladen               | Eiche                                                       | Goldenstedt Kronsbeerenweg 4B, 49424 Goldenstedt (52° 45′ 42,8″ N, 8° 24′ 30,8″ O)                   | | [ 4 ]       | ND VEC 00140 |
| BW                            | Standort der Trunkelbeere                                   | Lohne (Oldenburg) Reiterweg, 49393 Lohne (Oldenburg) (52° 42′ 1,8″ N, 8° 12′ 38,2″ O)                | Standort der Trunkelbeere                                                                                                   | [ 4 ]       | ND VEC 00141 |

## Hinweise
Am 31. Dezember 2016 waren laut der Übersicht des Niedersächsischen Landesbetriebs für Wasserwirtschaft, Küsten- und Naturschutz im Landkreis Vechta 74 Naturdenkmale verzeichnet. Auf der Umweltkarte des Niedersächsischen Ministeriums für Umwelt, Energie und Klimaschutz finden sich 73 Einträge, wobei sich ein Naturdenkmal in zwei Gemeinden erstreckt.
Die  Großsteingräber Visbeker Braut und Visbeker Bräutigam finden sich nicht in Visbek, sondern im Landkreis Oldenburg.